# Kostel svatého Víta (Dobřany)
Filiální kostel svatého Víta v Dobřanech je postaven v barokním slohu a patří k vrcholným dílům Jakuba Augustona mladšího. Je nemovitou kulturní památkou.

## Dějiny kostela
Kostel je poprvé zmiňován v roce 1259, kdy tu měly, nyní již zaniklý, klášter Bílé sestry sv. Máří Magdaleny augustiánského řádu. Kvůli neshodám mezi převorkou Jitkou a chotěšovským proboštem Miroslavem, prodaly v roce 1282 svá práva včetně kostela chotěšovskému klášteru. V roce 1420 kostel vyplenili husité, v roce 1620 vyhořel a v roce 1651 byl vypleněn švédským vojskem. Původní kostel se čtyřmi štíty a římsami byl na jaře roku 1727 zbourán. Na jeho místě byl v letech 1727–1734 postaven nový kostel. Základní kámen byl položen 15. června 1727 za přítomnosti chotěšovského probošta Dominika Peterky. Nový kostel byl vysvěcen v roce 1734 proboštem Dominikem Peterkou. V roce 1786 byl kostel zrušen a dobřanští měšťané se spolu s dobřanským farářem Eberlem snažili o jeho záchranu. V roce 1789 kostel koupili dobřanští měšťané v dražbě za 610 zlatých. Biskup Prieger po návštěvě Dobřan a na přímluvu faráře Eberleho se zasadil o znovuotevření kostela. Dne 6. června 1794 C. K. dvorní kancelář otevření kostela povolila. V roce 1804 byl předán patronát nad kostelem z chotěšovského kláštera na tepelský klášter. Oprava kostela se uskutečnila v letech 1829 a 1845, v letech 1867–1868 byla střecha pokryta plechem. Oprava v 60. letech nebyla dokončena. Další výrazná obnova kostela včetně restaurátorských prací se uskutečnila v letech 1994–1998. V roce 2018 proběhla obnova interiéru kostela včetně restaurování oltáře. Prostory kostela jsou využívány jako městská galerie.

## Popis kostela
Barokní centrální šestnáctiboká stavba na oválném půdorysu, boky má střídavě konkávní a konvexní. Čtyři vchody z každé světové strany mají pískovcové portály s prohnutým nadpražím a elipsovitým oknem. V přízemí jsou další čtyři oválná okna. V patře je prolomeno osm oken, nahoře zakončených trojlaločně a široce olemovaných. Nad plechovou pultovou střechou je umístěn šestnáctiboká nástavba s hladkou stěnou a osmi oválnými okny. Kryt je tvořen plochou kupolí s lucernou a cibulovitou bání s křížkem. Vnitřek kostela tvoří oválný prostor se dvěma podlažími lemovanými arkádami. Do horního podlaží vedou dvě kamenná točitá schodiště, jejich vstupy jsou lemovány portály. Nad centrálním prostorem je kupole s osmi výsečemi. Na kupoli je v štukovém zrcadle umístěna freska sv. Vít ve slávě nebeské oděn hermelínem a rudým šatem. Kostel je členěn početnými plochými pilastry, které jsou zakončeny pseudoionskými hlavicemi s páskovou dekorací a římsami. Pod okny jsou namalovány ve štukových rámech výjevy ze života sv. Víta a na klenbách ochozu osm výjevů ze života sv. Jana Nepomuckého. Oltář je umístěn uprostřed prostoru kostela. Oválné zábradlí balustrového typu ohraničuje dva stejně řešené sloupové oltáře obrácené k sobě zadní stěnou. Nad oltáři je oválný baldachýn s andílky a obláčky. Na oltáři obráceném na západ je umístěn sv. Jan Nepomucký nesený anděli do nebe, po stranách jsou sochy sv. Vojtěcha a sv. Norberta, na kladí jsou andělé, palmový věnec s pěti hvězdami a Janův "jazyk" v paprscích. Na východním oltáři je anděli do nebe nesen sv. Vít, boky doplňují sochy sv. Václava a sv. Ludmily, na kladí je znak chotěšovského kláštera a v nástavci sousoší sv. Trojice. Oltář je mistrovským dílem sochaře Matěje Václava Jäckla. Nad vchody do sakristie jsou sochy sv. Josefa s Ježíškem, sv. Metoděje, sv. Prokopa a sv. Ivana. Kazatelna je visutá, bez opěrné nohy, se schodištěm. Na řečništi je vyobrazení čtyř svatých evangelistů – sv. Jana, sv. Lukáše, sv. Marka a sv. Matouše. Na dvířkách je opatský znak, písmena D. P. P. C. (Dominicus Peterca, praepositus Chotěšoviensis) a letopočet 1736.

## Galerie

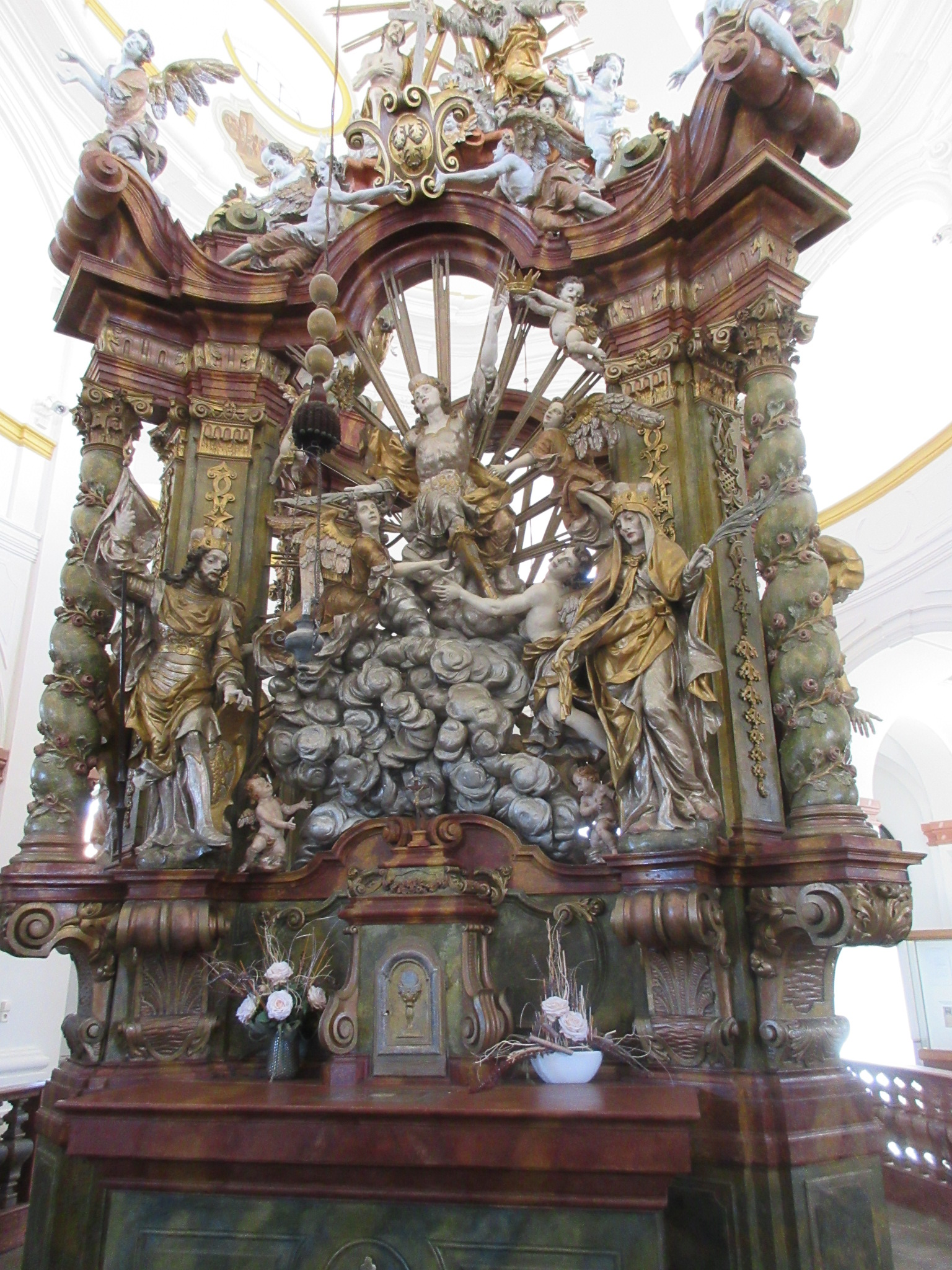
Hlavní oltář
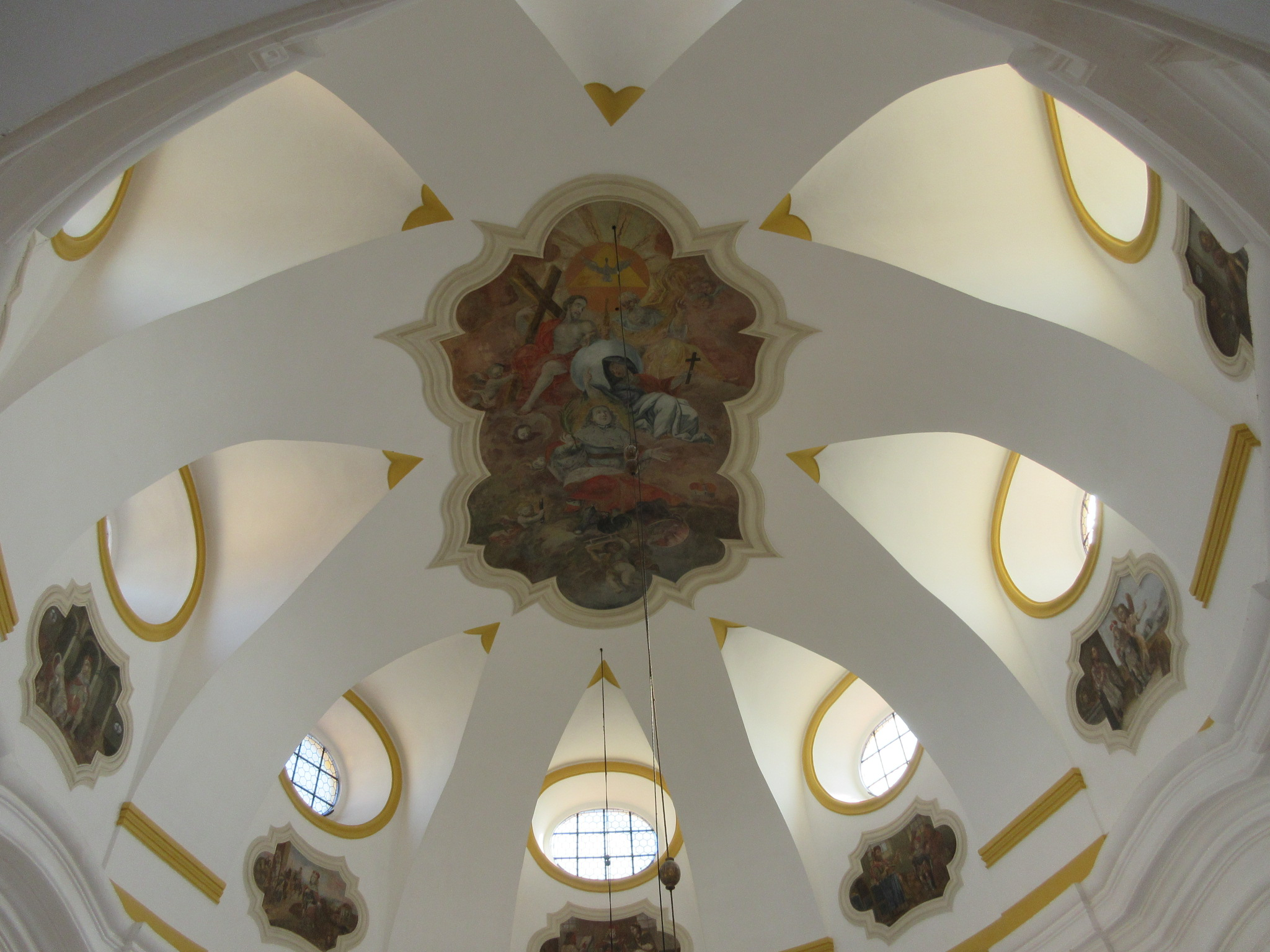
Pohled na nástropní fresku
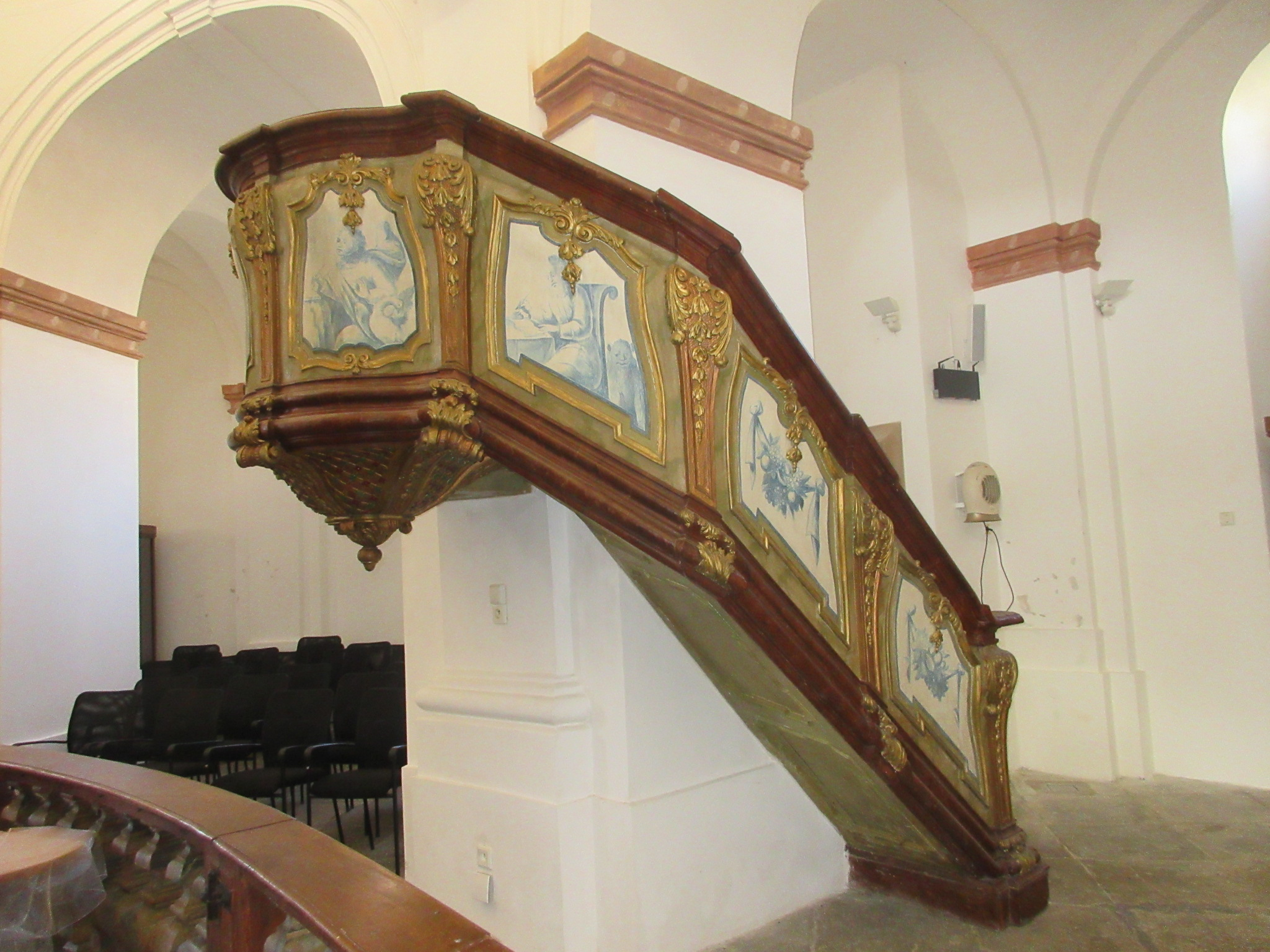
Kazatelna
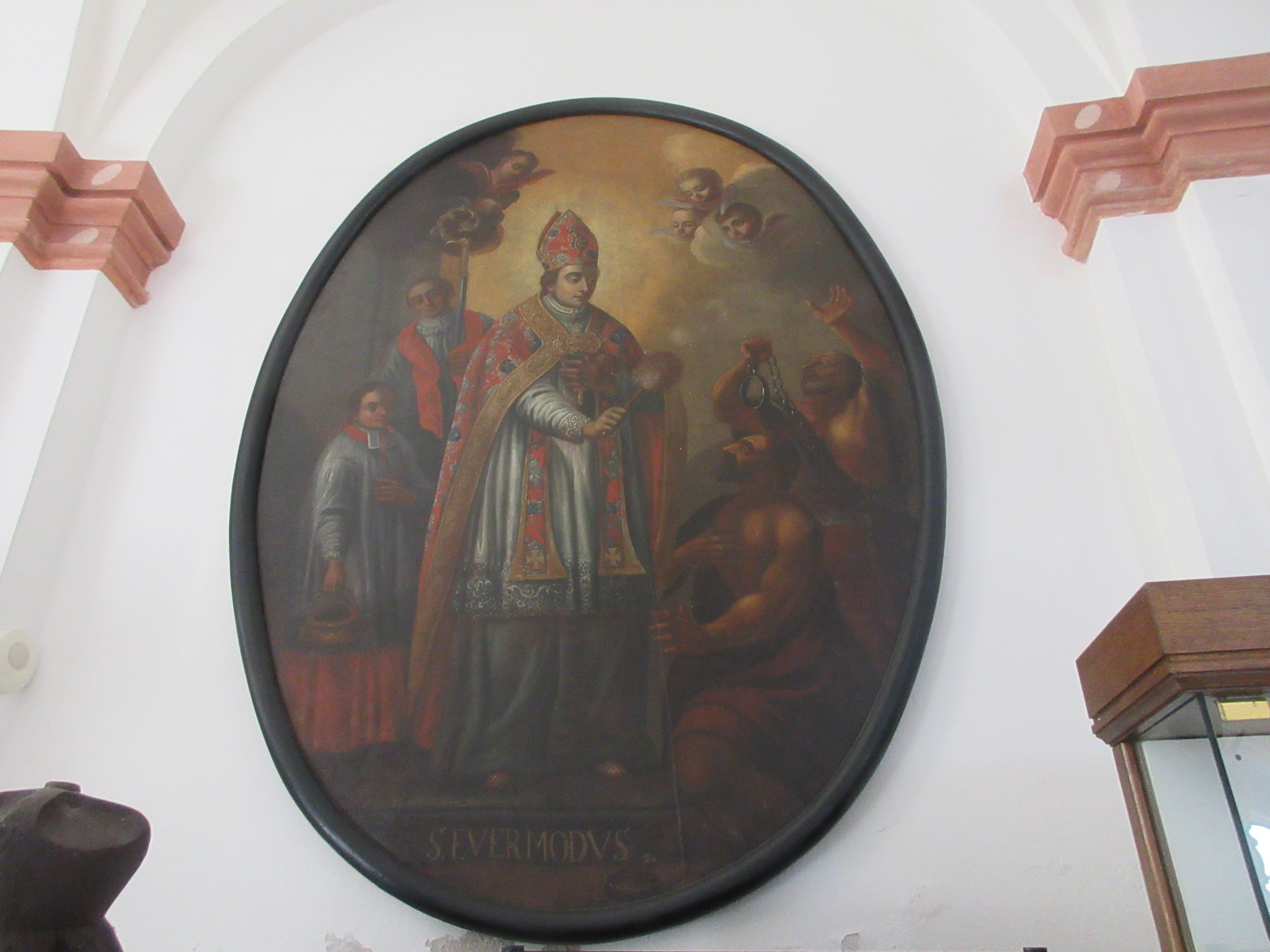
Obraz
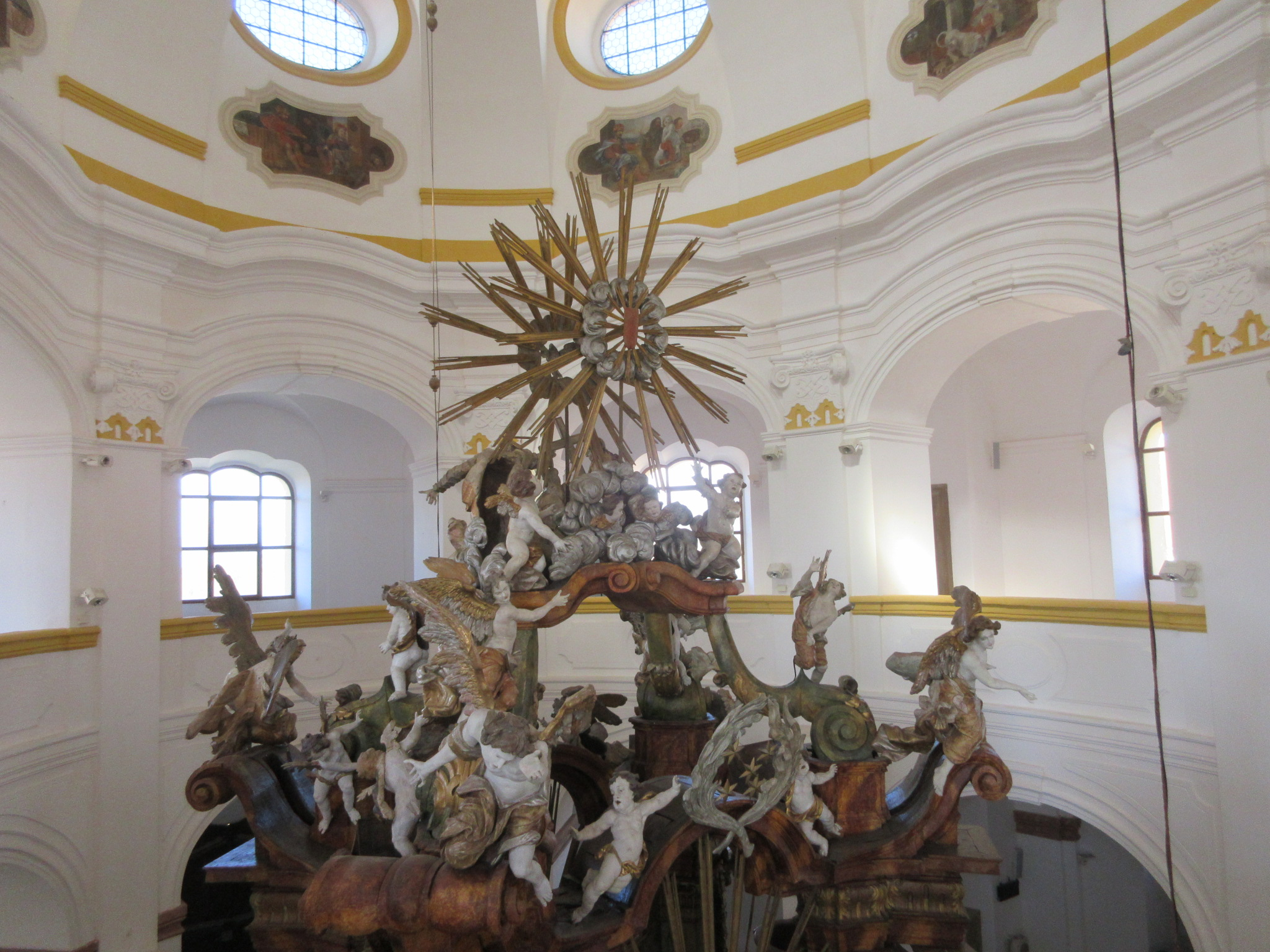
Horní část oltáře
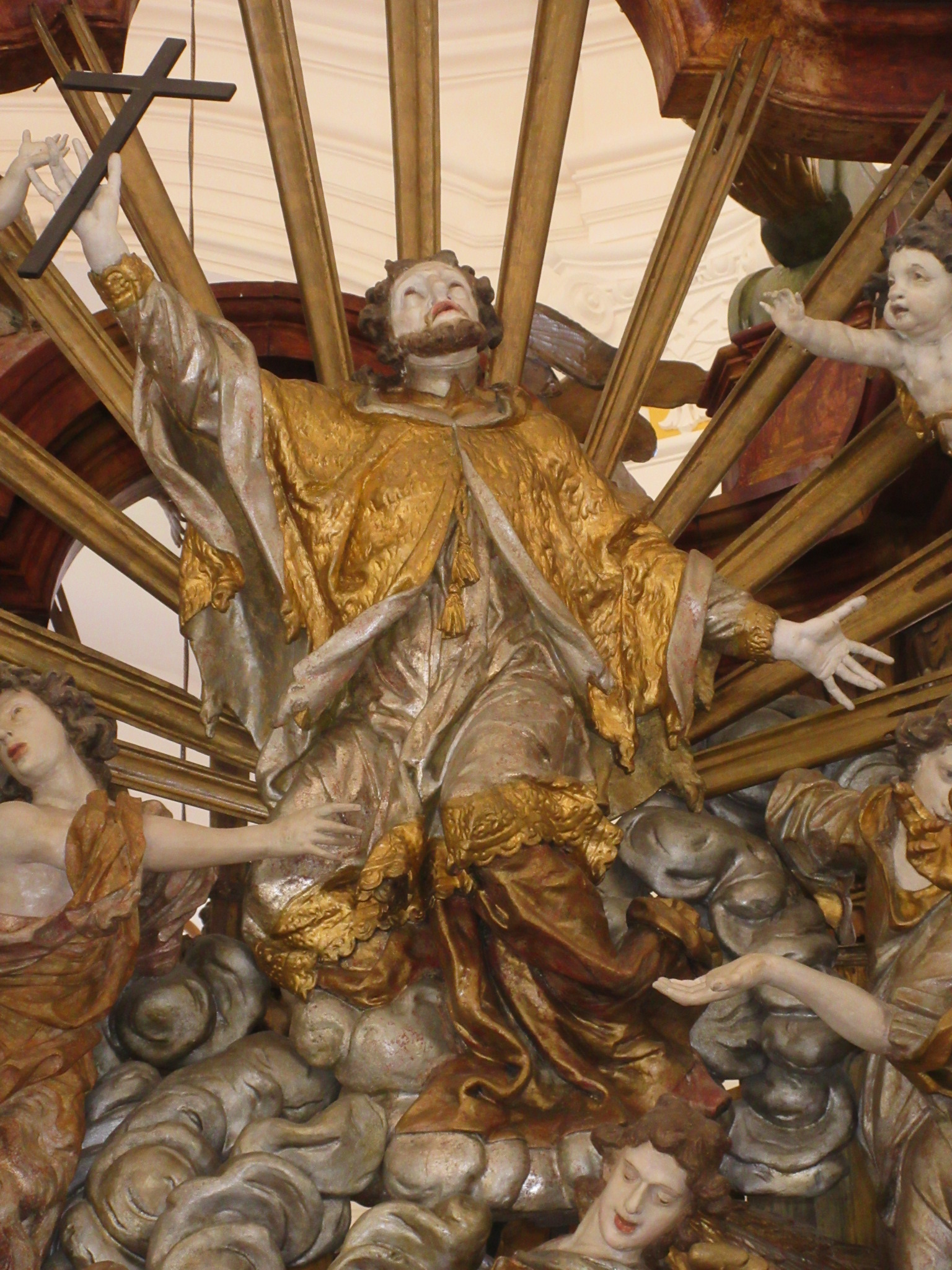
Oltář se sochou sv. Jana Nepomuckého